# Кекецове смицалице
„Кекецове смицалице” (словен. Kekčeve ukane) је југословенски и словеначки филм први пут приказан 23. децембра 1968. године. Режирао га је Јоже Гале а сценарио је написао Иван Рибич, према приповеткама словеначког дечјег писца Јосипа Вандота. Трећи је од три филма снимљених о дечаку Кекецу (Кекец, Срећно, Кекец! и Кекецове смицалице).

## Улоге
| Глумац            | Улога   |
| ----------------- | ------- |
| Полде Бибич       | Беданец |
| Борис Ивановски   | Розле   |
| Златко Краснич    | Кекец   |
| Јасна Крофак      | Мојца   |
| Фаника Подобникар | Тинкара |
| Милорад Радовић   | Бринцељ |
| Јоже Зупан        | Витранц |